# Бейв'ю (округ Гумбольдт, Каліфорнія)
Бейв'ю (англ. Bayview) — переписна місцевість (CDP) в США, в окрузі Гумбольдт штату Каліфорнія. Населення — 2619 осіб (2020).

## Географія
Бейв'ю розташований за координатами 40°45′55″ пн. ш. 124°10′43″ зх. д. / 40.76528° пн. ш. 124.17861° зх. д. (40.765335, -124.178605).  За даними Бюро перепису населення США в 2010 році переписна місцевість мала площу 1,90 км², уся площа — суходіл.

## Демографія
Згідно з переписом 2010 року, у селищі мешкало 2510 осіб у 1023 домогосподарствах у складі 602 родин. Густота населення становила 1324 особи/км².  Було 1074 помешкання (567/км²).
Расовий склад населення:
| - 78,0 % — білих - 4,7 % — корінних американців - 3,5 % — азіатів - 1,1 % — чорних або афроамериканців - 0,2 % — вихідців з тихоокеанських островів - 7,4 % — осіб інших рас |

До двох чи більше рас належало 5,0 %. Частка іспаномовних становила 16,9 % від усіх жителів.
За віковим діапазоном населення розподілялося таким чином: 23,9 % — особи молодші 18 років, 64,4 % — особи у віці 18—64 років, 11,7 % — особи у віці 65 років та старші. Медіана віку мешканця становила 36,2 року. На 100 осіб жіночої статі у селищі припадало 96,9 чоловіків;  на 100 жінок у віці від 18 років та старших — 95,8 чоловіків також старших 18 років.
Середній дохід на одне домашнє господарство  становив 42 920 доларів США (медіана — 33 583), а середній дохід на одну сім'ю — 45 443 долари (медіана — 35 160). Медіана доходів становила 37 569 доларів для чоловіків та 31 731 долар для жінок. За межею бідності перебувало 28,3 % осіб, у тому числі 38,7 % дітей у віці до 18 років та 6,9 % осіб у віці 65 років та старших.
Цивільне працевлаштоване населення становило 938 осіб. Основні галузі зайнятості: освіта, охорона здоров'я та соціальна допомога — 28,7 %, публічна адміністрація — 12,4 %, мистецтво, розваги та відпочинок — 10,3 %, роздрібна торгівля — 9,5 %.